# Comarca de Água Clara
A Comarca de Água Clara  é uma comarca brasileira localizada no município de Água Clara, no estado de Mato Grosso do Sul, a 180 quilômetros da capital.

## Generalidades
Sendo uma comarca de primeira entrância, tem uma superfície total de 11 mil km², o que totaliza 4% da superfície total do estado. A povoação total da comarca é de 14,4 mil habitantes, aproximadamente o 0,5% do total da povoação estadual, e a densidade de povoação é de 1,3 habitantes por km².
A comarca inclui apenas o município de Água Clara. Limita-se com as comarcas de Três Lagoas, Inocência, Chapadão do Sul, Costa Rica, Camapuã, Ribas do Rio Pardo, Brasilândia
Economicamente possui PIB de R$ 371 426 000,00 e PIB per capita de R$ 25 741,61
A Comarca de Água Clara foi instalada em 30 de janeiro de 2001. A história do município está intimamente ligada com a cidade de Três Lagoas. A comarca se situa em uma cidade que por anos dependeu de uma ferrovia que ia de Bauru (SP) até a fronteira com a Bolívia e Paraguai.